# Peter Serafinowicz

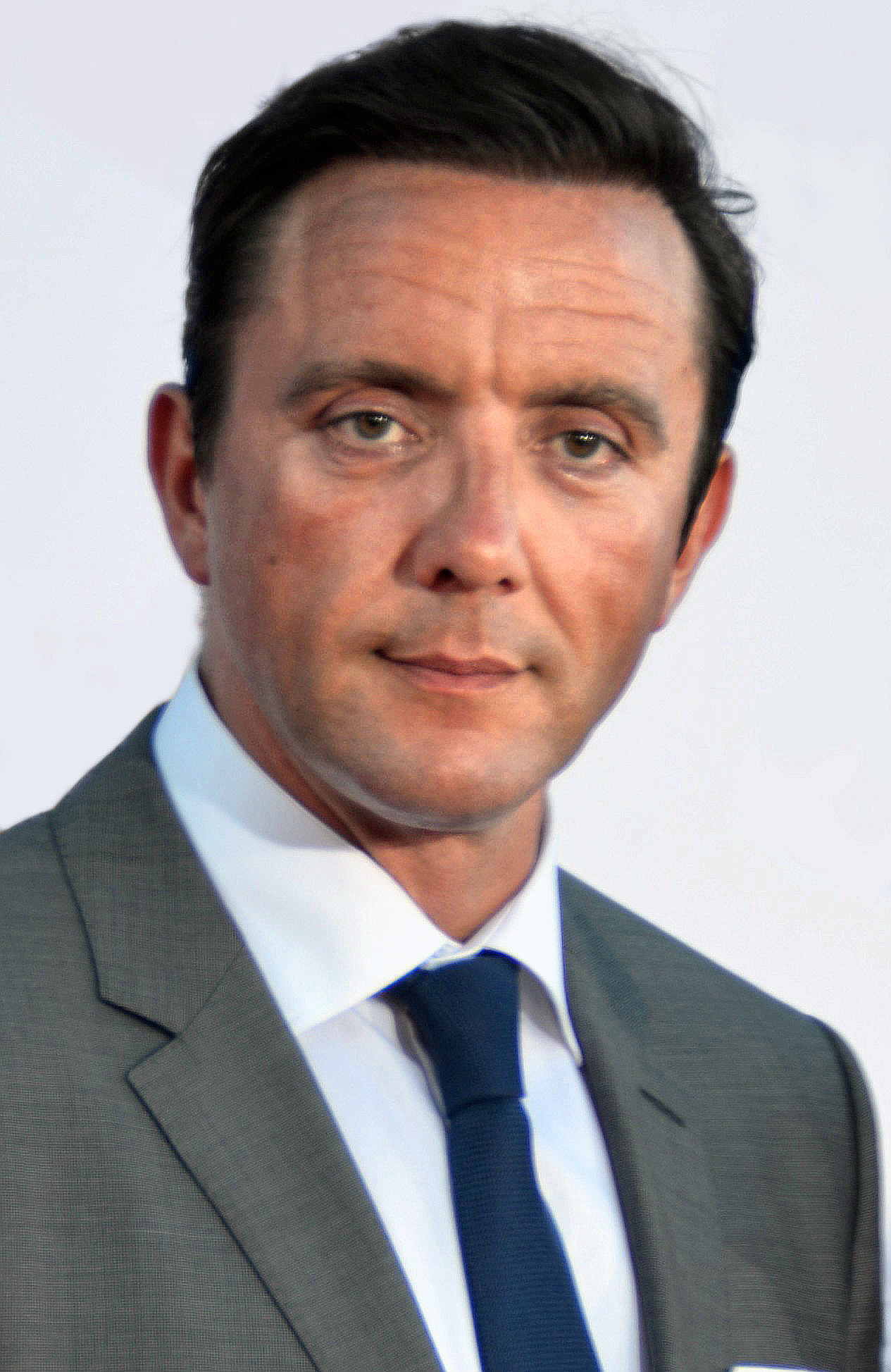
Peter Serafinowicz (2014)

Peter Szymon Serafinowicz [sɛrəˈfɪnəwɪtʃ] (* 10. Juli 1972 in Liverpool, Merseyside, England) ist ein britischer Schauspieler, Comedian, Synchronsprecher und Drehbuchautor.

## Leben
Peter Serafinowicz begann seine Karriere 1993 in der Mockumentary The Knowledge, die auf BBC Radio 1 ausgestrahlt wurde. Es folgten Auftritte in diversen Serien auf Radio 4, bis er Ende der 1990er Jahre den Sprung ins Fernsehen schaffte. Er spielte die Rolle des Dean Yardley in der Serie How Do You Want Me?, die 1998 bis 1999 ausgestrahlt wurde.
Auf Grund seiner tiefen und vielseitigen Stimme sprach Serafinowicz in Star Wars: Episode I – Die dunkle Bedrohung die Rolle des Darth Maul, der von Stuntman Ray Park gespielt wurde. Im selben Jahr hatte er eine Rolle in der kurzlebigen Comedyserie World of Pub.
Zusammen mit Robert Popper produzierte Serafinowicz die Sendung Look Around You, für die beide auch Drehbuch und Musik schrieben. Sie basierte auf dem Kurzfilm Calcium, den die Comedians 2001 veröffentlicht hatten. Die erste Staffel von Look Around You, eine Persiflage auf Lehrvideos der 1970er und 1980er Jahre mit zehn Minuten langen Folgen, wurde im Jahr 2002 auf BBC Two ausgestrahlt und 2003 für einen BAFTA TV Award in der Kategorie beste Comedysendung nominiert. Im Jahr 2005 wurde eine zweite Staffel produziert, die nun vor allem die Wissenschaftssendung Tomorrow’s World parodierte. Das nun 30 Minuten lange Format erhielt 2006 die Rose d’Or als beste Comedy.
In den Jahren 2003 bis 2004 spielte Serafinowicz eine Hauptrolle in der Comedyserie Hardware. Seinen ersten Auftritt als Schauspieler in einem Kinofilm hatte er in der preisgekrönten Zombiekomödie Shaun of the Dead von Simon Pegg und Edgar Wright, nachdem er bereits in deren Comedyserie Spaced in drei Folgen als Duane Benzie zu sehen gewesen war.
Bei einem Aufenthalt in Los Angeles produzierte Serafinowicz ein etwa 90 Sekunden langes Video, in dem er die Berichterstattung über die Oscarverleihung parodierte. Er veröffentlichte es auf YouTube, wo es innerhalb von nur zwei Tagen von über 100.000 Menschen gesehen wurde, auch von der BBC, die ihm daraufhin die Produktion einer eigenen Fernsehsendung ermöglichte. The Peter Serafinowicz Show startete im Herbst 2007 auf BBC Two, in der Serafinowicz diverse britische TV-Formate persiflierte. Im folgenden Jahr wurde er für die nach sieben Folgen eingestellte Sendung als bester Entertainer mit der Rose d’Or ausgezeichnet.
Peter Serafinowicz wohnt mit seiner Frau Sarah Alexander und ihrem gemeinsamen Sohn in London.

## Filmografie

### Filme
- 1999: Star Wars: Episode I – Die dunkle Bedrohung (Star Wars: Episode I – The Phantom Menace, Sprechrolle)
- 1999: Kampf der Kobolde – Die Legende einer verbotenen Liebe (The Magical Legend of the Leprechauns)
- 2001: Calcium
- 2004: Shaun of the Dead
- 2004: Calcium Kid (The Calcium Kid)
- 2006: Sixty Six
- 2007: Run, Fatboy, Run
- 2008: Tales of the Riverbank
- 2009: All Inclusive (Couples Retreat)
- 2010: Killing Bono
- 2014: Guardians of the Galaxy
- 2015: Spy – Susan Cooper Undercover (Spy)
- 2015: Minions (Stimme)
- 2016: Sing (Stimme)
- 2017: John Wick: Kapitel 2 (John Wick: Chapter 2)
- 2017: An Ordinary Man
- 2017: Abgang mit Stil (Going in Style)
- 2019: Last Christmas
- 2021: Sing – Die Show deines Lebens (Stimme)
- 2022: The Bubble
- 2022: The School for Good and Evil
- 2023: Chicken Run: Operation Nugget (Chicken Run: Dawn of the Nugget, Stimme)
- 2025: Drachenzähmen leicht gemacht (How to Train Your Dragon)

### Serien
- 1998: How Do You Want Me?
- 1999: Spaced
- 2000: Black Books
- 2001: World of Pub
- 2002: Look Around You
- 2002: I’m Alan Partridge
- 2003: Hardware
- 2006: Agatha Christie’s Marple (Folge: Ruhe unsanft (Sleeping Murder))
- 2007: The Peter Serafinowicz Show
- 2010: Whitechapel (3 Folgen)
- 2010–2011: Running Wilde
- 2013: Parks and Recreation
- 2014: Doctor Who
- 2015–2016: The Adventures of OG Sherlock Kush
- 2016–2019: The Tick
- 2020: Truth Seekers
- 2020: Miracle Workers (10 Folgen)
- 2023: What If…? (1 Folge, Stimme)
- 2024: The Gentlemen
- 2025: Million Dollar Secret (Spielshow, Gastgeber)